# Wulkan Koszelewa
Wulkan Koszelewa (ros. вулкан Кошелева) – wulkan złożony z kilku stratowulkanów, z najwyższym, środkowym stożkiem o wysokości 1812 m n.p.m., położony na południu Kamczatki w Rosji.
Wulkan Koszelewa leży na południowym krańcu Kamczatki, na północny zachód od wulkanu Kambalnyj. Na siodle pomiędzy Wulkanem Koszelewa wulkanem Kambalnyj znajdują się liczne niewielkie jeziora.
Wulkan uformowany został w plejstocenie i holocenie. Zbudowany jest z bazaltu i andezytu.
Ostatnia potwierdzona erupcja miała miejsce w 1690 roku.
Znajduje się na terenie Rezerwatu przyrody „Jużno-Kamczatskij”.